# Коча Анджелкович
Коча Анджелкович (на сръбски: Коча Анђелковић или Koča Anđelković) е сръбски войвода борец против османската власт, доброволец и водач-войвода на чета през последната Австро-турска война в 1788 – 1791 г.

## Биография
Роден е в Поморавието, в село Паневац, Ягодинско. Бил е търговец, най-вероятно българин Като много българи емигрира със семейството си от отвъд Дунава – в Банат. Установява в град Ковин половин година преди избухването на войната. Още преди официалното обявяване на войната от Свещената Римска империя на Османската, Кочо се включва като доброволец към австрийската армия и участва и в двата опита за превземане на Белград от австрийците – през 1787 и през 1788 г. Организира сам местни доброволци-четници на австрийска страна и предприема рейдове по време на военните действия към/в родния си край – Поморавието.
За войнските си заслуги получава чин капитан от австрийския император Йосиф II. След 6 месеца битки с османците се прехвърля в Банат, където в сражение е заловен на 7 септември 1788 г. Отведен е в Текия, където е набучен на кол от турците. Въстаническите действия в Поморавието по негово време се наричат по името му в сръбската историография – Кочина крайна.
В 1930-те години родното му село е прекръстено на Кочино село,